# Diego Calvo escritor e ilustrador
Diego de Souza Calvo (São Paulo, 30 de julho de 1980), mais conhecido como Diego Calvo, é um jornalista, escritor, poeta, ilustrador, quadrinista e fotógrafo brasileiro. Atua em diferentes gêneros literários, com destaque para a literatura infantil, poesia e prosa experimental.  

## Biografia
Pouco se sabe de sua vida pessoal em fontes públicas. Consolidou-se como autor independente e ilustrador, com presença em eventos culturais ligados à literatura e à música, especialmente em atividades relacionadas à obra de Raul Seixas.  
Nos anos 2010, Calvo atuou também como repórter fotográfico, período em que se destacou registrando o cotidiano do povo mais humilde, com foco em retratos sociais e cenas urbanas. Esse trabalho fotográfico reforçou seu olhar humanista, presente mais tarde em suas obras literárias e visuais.  

## Carreira literária
Calvo publicou obras autorais em diferentes formatos. Entre seus livros estão:  
- Ensina-me a Voar [1]
- Vicarius [2]
- Feliz Ano Zero [3]
- Sem Medo do Escuro (ebook Infantil)[4]

## Ilustração
Além da escrita, Diego Calvo atua como ilustrador. Em 2025 foi creditado como ilustrador nas edições infantis de canções de Raul Seixas organizadas por Kika Seixas, entre elas Peixuxa – O Amiguinho dos Peixes e Carimbador Maluco, publicadas pela Ubook Editora.  

## Atuação cultural
Calvo participou de programações culturais dedicadas a Raul Seixas, incluindo eventos no MIS-SP, além de lançamentos editoriais em parceria com Kika Seixas.  

## Projetos em redes sociais
Diego Calvo mantém o perfil oficial @diegocalvodc no Instagram, espaço em que divulga seus livros, poesias e ilustrações.  
Também é criador do perfil paralelo @amorascartoon, voltado a tirinhas autorais, artes digitais e trabalhos ligados ao universo do cartoon, misturando humor e reflexões poéticas visuais.  

## Obras selecionadas
- Ensina-me a Voar (2015)[1]
- Vicarius (2019)[5]
- Feliz Ano Zero (2022)[6]
- Sem Medo do Escuro (infantil, em formato digital) (2022)[7]
- Peixuxa – O Amiguinho dos Peixes (ilustração, 2025)
- Carimbador Maluco (ilustração, 2025)